# Теља (Савона)
Теља је насеље у Италији у округу Савона, региону Лигурија.
Према процени из 2011. у насељу је живело 283 становника. Насеље се налази на надморској висини од 263 м.